# Uberização
Uberização é um neologismo que descreve contratos independentes de trabalhadores que utilizam uma plataforma online como intermédio para realizar atividades econômicas baseadas na prestação serviços. Assenta-se no processo de transformação do trabalho, pelo qual os trabalhadores usam bens privados — como um carro — para oferecer serviços por meio de uma plataforma digital. Também chamada de economia de compartilhamento, essa modalidade de trabalho é pautada pelo trabalho por demanda.

## Etimologia
O nome é derivado do nome da empresa "Uber", que desenvolveu um aplicativo móvel que permite que os consumidores solicitem um carro. Essa solicitação é então direcionada a um motorista do aplicativo que busca o usuário onde ele estiver.

## Conceito
Empresas "uberizadas" são caracterizadas pelos seguintes elementos:
- O uso de uma plataforma digitalizada que permite transações peer-to-peer ou quasi-peer-to-peer.
- O encurtamento da distância entre o provedor e um consumidor de um serviço.
- O uso de um sistema de avaliação para a qualidade do serviço prestado.

A uberização foi criticada por facilitar o declínio de indústrias de trabalho intensivo, e assim, ameaçando empregos. Também gerou preocupações relacionadas à regulamentação governamental e à taxação na medida em que gerou discussões sobre a extensão em que o provedor do serviço deveria ser responsável por obedecer a regulamentações e obrigações tributárias.  Outra crítica recorrente na sociologia do trabalho diz respeito à precarização do trabalho nesse tipo de profissão. Em um estudo realizado em junho de 2019, foi constatado que grande parte desses trabalhadores são jovens negros, que trabalham diariamente com uma carga horária maior do que nos contratos regidos pela CLT, a pesquisa teve como base 270 ciclistas da cidade de São Paulo.
O conceito de uberização pode ser identificado com o conceito de salário por peça exposto na obra O capital de Karl Marx.

## Prevalência
A uberização tem, até agora, ocorrido em uma quantidade limitada, mas crescente, de indústrias. Por exemplo, com o advento da Airbnb, a indústria hoteleira foi transformada na maioria, estimada pelos analistas do setor como tendo um valor total anual, apenas em Nova York, de mais de US $ 2,1 bilhões. Enquanto a uberização tem sido criticada como potencialmente catalisadora de uma mudança caótica ao minar os modelos corporativos existentes nos setores de hotelaria e táxi, as empresas existentes em setores como marketing podem usar o fenômeno para reduzir despesas e fornecer serviços mais especializados para os clientes.